# مشنی (کلبجر) ۳
مشنی (ترکی آذربایجانی: Mişni) یک منطقهٔ مسکونی در جمهوری آرتساخ است که در استان شاهومیان واقع شده‌است.